# Скорашевиці
Скорашевиці (пол. Skoraszewice, нім. Baldenau) — село в Польщі, у гміні Пемпово Гостинського повіту Великопольського воєводства.
Населення — 580 осіб (2011).
У 1975-1998 роках село належало до Лешненського воєводства.

## Демографія
Демографічна структура станом на 31 березня 2011 року:
|          | Загалом | Допрацездатний вік | Працездатний вік | Постпрацездатний вік |
| -------- | ------- | ------------------ | ---------------- | -------------------- |
| Чоловіки | 302     | 55                 | 217              | 30                   |
| Жінки    | 278     | 53                 | 159              | 66                   |
| Разом    | 580     | 108                | 376              | 96                   |